# Pseudovalsaria
Pseudovalsaria är ett släkte av svampar. Enligt Catalogue of Life ingår Pseudovalsaria i familjen Boliniaceae, ordningen Boliniales, klassen Sordariomycetes, divisionen sporsäcksvampar och riket svampar, men enligt Dyntaxa är tillhörigheten istället familjen Clypeosphaeriaceae, ordningen kolkärnsvampar, klassen Sordariomycetes, divisionen sporsäcksvampar och riket svampar.
|                | Lentomitella                                |
|                |                                             |
|                | Endoxyla                                    |
|                |                                             |
|                | Mollicamarops                               |
|                |                                             |
|                | Camaropella                                 |
|                |                                             |
|                | Cornipulvina                                |
|                |                                             |
| Pseudovalsaria | \| \| Pseudovalsaria ferruginea \| \| \| \| |
|                | \| \| Pseudovalsaria ferruginea \| \| \| \| |
|                | Neohypodiscus                               |
|                |                                             |
|                | Camarops                                    |
|                |                                             |
|                | Linostomella                                |
|                |                                             |
|                | Apiocamarops                                |
|                |                                             |
|                | Pseudovalsaria ferruginea                   |
|                |                                             |

|  | Pseudovalsaria ferruginea |
|  |                           |